# Francesco Calogero (Regisseur)

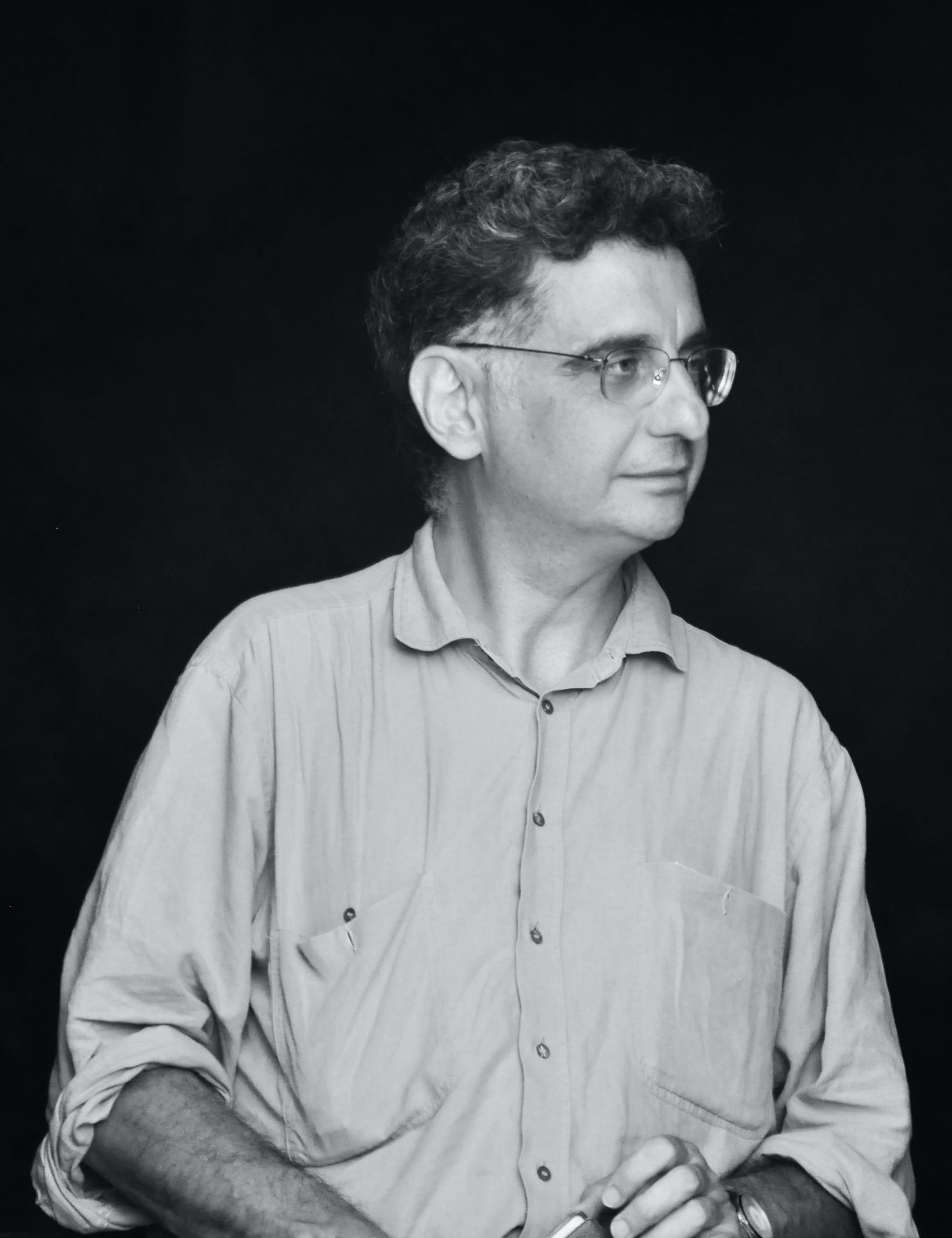
Francesco Calogero in 2012

Francesco Calogero (* 1957 in Messina) ist ein italienischer Filmregisseur und Drehbuchautor.

## Leben
Calogero studierte Rechtswissenschaft und war in Kinoclubs aktiv; auch gehörte er zu den Organisatoren des Filmprogrammes während es Festival Taormina Arte. Als Regisseur seiner eigenen Stoffe, die sich durch gründliche Recherche und Ausdrucksstärke auszeichnen, begann er mit Super8-Filmen, denen ab 1986 Kurzfilm-Stoffe für das anspruchsvolle Publikum folgten. Mit Beginn des neuen Jahrtausends wandte er sich kommerzielleren Filmen zu.
Von 2003 bis 2006 organisierte er das Costalblea Film Festival; seit 2005 hat er einen Lehrauftrag für Film an der Universität Messina.
Sein 1987er Film La gentilezza del tocco gewann Preise bei den Festivals von Bellaria und Avellino.
Calogero ist auch als Theater- und Opernregisseur aktiv.

## Filmografie (Auswahl)
- 1986: La caviglia d'Amelia
- 1987: La gentilezza del tocco
- 1989: Privatvorstellung (Visioni private)
- 1992: Nessuno
- 1997: Cinque giorni di tempesta
- 2000: Metronotte
- 2015: Seconda Primavera